# Síntesis por modelado físico
En síntesis de sonido, síntesis por modelado físico se refiere a métodos en los cuales la forma de onda del sonido a generar es calculada usando un modelo matemático, por ejemplo un conjunto de ecuaciones y algoritmos para simular una fuente física de sonido, usualmente un instrumento musical.  Estos tipos de modelos consisten de (posiblemente simplificadas) leyes físicas que gobiernan la producción del sonido, y típicamente constan de varios parámetros, los cuales pueden ser constantes que describen los materiales físicos y las dimensiones del instrumento, y también otras funciones dependientes del tiempo que describen la interacción del ejecutante con el instrumento, como puntear una cuerda o tapar agujeros.
Por ejemplo, para modelar el sonido de un tambor, existe una fórmula para ver como al golpear el parche equivale a entregarle energía a una membrana bidimensional. Por lo tanto las propiedades de la membrana ( densidad de masa, rigidez, etc.), su acoplamiento con las resonancias del cuerpo cilíndrico del tambor, y las condiciones en los bordas (terminaciones rígidas del parche en el cuerpo del tambor), van a describir su movimiento en el tiempo, y entonces su generación de sonido.
Etapas similares de modelado pueden encontrarse en instrumentos como un violín, donde la energía de excitación en este caso es provista por el frotamiento del arco sobre la cuerda, el ancho del arco, la resonancia y amortiguación de la cuerda, la transferencia de vibraciones hacia el puente, y finalmente la resonancia de la caja en respuesta a estas vibraciones.
Aunque el modelado físico no era un concepto nuevo en acústica y síntesis, habiendo sido implementado usando la aproximación de diferencias finitas de la ecuación de ondas por Hiller y Ruiz en 1971, no fue hasta el desarrollo del algoritmo de Karplus-Strong, su subsecuente refinamiento y la generalización del algoritmo en las eficientes guías de ondas digitales por Julius O. Smith III y otros, y el uso de DSPs en los 1980s tardíos, que las implementaciones comerciales se hicieron posibles.
Yamaha firmó un contrato con la Universidad de Stanford en 1989 para en colaboración desarrollar el modelo de síntesis por guías de ondas digitales, y a partir de ahí la mayoría de las patentes relacionadas con esta tecnología son propiedades de Yamaha o Standford.
El primer sintetizador por modelado físico (guía de ondas) disponible comercialmente fue el Yamaha VL1 en 1994.
Mientras que la eficiencia del modelado con guías de ondas digitales hizo posible el modelado físico usando hardware DSP estándar y procesadores nativos, la simulación más realista de instrumentos físicos, normalmente requiere el uso de elementos no lineales, junturas de scattering, etc. En esos casos, las técnicas de guías de ondas se combinan con FDTD, elementos finitos o filtros digitales de ondas, de esta manera aumentando la demanda de cómputo.
Ejemplos de síntesis
- Karplus-Strong
- Guías de ondas digitales
- Síntesis por formantes

## Lista de instrumentos virtuales
- Tension, Electric, Collision and Corpus included with Ableton Live Suite.
- Ultrabeat, EVP88, EVB3, EVD6 and Sculpture included with Logic Pro
- Native Instrument Reaktor
- Cycling`74 Max/MSP
- Modalys (IRCAM)
- Modartt Pianoteq - Pianos
- AAS String Studio - Guitarras, bajos, harpas, clavicordios, cuerdas frotadas, percusión
- Arturia BRASS - Trompeta, trombón y saxos
- Sculpture (part of Logic Studio) - Cuerdas
- Keolab Spicy Guitar - guitarras acústicas
- Kong Drum Designer (Part of Reason (software)) - Batería
- Yamaha S-YXG100 plus VL and S-YXG1000 plus PolyVL.
- Sakura de Image-Line
- Kaivo de Madrona Labs
- Robotic Bean AB Resonans Physical Shyntesizer (Reason Studios)

## Lista de instrumentos por hardware
- Korg OASYS y Korg Kronos - STR-1 Cuerda punteada
- Korg OASYS PCI
- Korg Prophecy
- Korg SOLO-TRI
- Korg Z1
- Korg MOSS-TRI y EXB-MOSS
- Yamaha VL1, VP1 y VL7
- Yamaha VL70m, PLG-100VL y 150VL
- Yamaha EX5, EX5R
- Technics WSA1/WSA1R
- Clavia Nord Modular G2
- Alesis Fusion
- Pianoid
- Physis Unico
- Physis Piano
- Hartmann Neuron y Neuron VS